# Vũ Thanh Hoa
Vũ Thanh Hoa là một Trung tướng Công an nhân dân Việt Nam. Ông từng là Chánh Văn phòng Bộ Công an Việt Nam, Trợ lý Thường trực Ban Bí thư Ban Chấp hành Trung ương Đảng Cộng sản Việt Nam, Trợ lý Bộ trưởng Bộ Công an Lê Hồng Anh.

## Sự nghiệp
Ông từng là Thư ký của cố Bộ trưởng Bộ Nội vụ (nay là Bộ Công an) – Thượng tướng Bùi Thiện Ngộ.
Ngày 25 tháng 4 năm 2007, Thủ tướng Chính phủ Việt Nam Nguyễn Tấn Dũng đã thăng cấp bậc hàm cho ông từ Đại tá lên Thiếu tướng. Lúc này ông đang là Chánh văn phòng Bộ Công an.
Tháng 5 năm 2008, ông là Thiếu tướng Công an nhân dân Việt Nam, Chánh Văn phòng Bộ Công an Việt Nam, Người phát ngôn Bộ Công an.
Năm 2009, ông là Thiếu tướng, Chánh Văn phòng Bộ Công an Việt Nam.
Tháng 3 năm 2010, ông là Thiếu tướng, Chánh Văn phòng Đảng uỷ Công an Trung ương, Chánh Văn phòng Bộ Công an.
Ông được thăng quân hàm từ Thiếu tướng lên Trung tướng Công an nhân dân Việt Nam trong năm 2010.
Tháng 4 năm 2011, ông là Trung tướng, Trợ lý Bộ trưởng Bộ Công an Lê Hồng Anh.
Năm 2013, ông là Trung tướng, Trợ lý Thường trực Ban Bí thư Ban Chấp hành Trung ương Đảng Cộng sản Việt Nam.